# Niquelina (mineral)
A niquelina (niquelita(PB) ou niquelite(PB), nicolita(PB) ou nicolite(PE), por vezes cuproníquel[carece de fontes?]) é um mineral de ocorrência abundante que pertence à classe dos "sulfuretos e sulfossais" e cristais do sistema hexagonal.
O mineral é composto fundamentalmente por níquel e arsênio (ou seja, é um arsenito de níquel). O teor de níquel no mineral é de cerca de 43,61 %.

## História e denominação
O primeiro registro que se tem do mineral é na obra do mineralogista sueco Urban Hjärne.
O químico sueco Axel Fredrik Cronstedt, que descobrira o níquel no ano de 1751 (tentando extrair o cobre da niquelina), atribuíra em 1974 tal nome ao metal a partir do termo alemão Kupfernickel (e Koppernickel), sueco kopparnickel, que queria dizer "diabo do cobre", como era chamado na época pelos mineiros do Harz. Estes julgavan-no amaldiçoado, pois não conseguiam extrair o cobre do mineral de coloração avermelhada (ao mesmo tempo que o elemento nem mesmo é presente na niquelina). "Niquelina" se deriva de "níquel".

## Usos
A niquelina, como também outros minerais que contêm níquel, podem ser empregados para colorir vidros e vitrais.
O níquel por sua vez também é usado na manufatura de moedas desde 1881.

## Ocorrência
A niquelina é um mineral de ocorrência abundante.
Eis aqui uma lista de alguns locais onde o metal pode ser encontrado (dados de 2009):
África do Sul,
Argentina (Jaguel, Jujuy, Rioja),
Austrália (Nova Gales do Sul, Tasmânia),
Áustria (Salzburgo),
Eslováquia,
Espanha (Andaluzia),
Bélgica,
Bolívia,
Brasil,
Bulgária,
Canadá (Ontário, Quebec),
China,
República Democrática do Congo,
Coreia do Sul,
Etiópia,
EUA (Colorado, Nevada),
Finlândia,
França (Delfinado),
Gana,
Grécia,
Gronelândia (Kitaa),
Hungria (Baranya),
Irã,
Irlanda (Tipperary),
Itália (Sardenha),
Japão,
México,
Marrocos,
Noruega,
Omã,
Polônia,
Portugal,
Reino Unido (Inglaterra, Escócia, País de Gales),
República Checa (Boêmia e Morávia),
Rússia (Sibéria do Leste),
Suécia,
Suíça,
Vietnã,
Zimbabwe.